# Parafia św. Stanisława Kostki w Chicago
Parafia św. Stanisława Kostki w Chicago (ang. St. Stanislaus Kostka Parish) – parafia rzymskokatolicka w Chicago, w stanie Illinois (USA).
Jest wieloetniczną parafią w północno-zachodniej dzielnicy Chicago, z mszą św. w j. polskim dla polskich imigrantów.
Parafia została poświęcona św. Stanisławowi Kostce.

## Sanktuarium
- Sanktuarium Miłosierdzia Bożego

## Szkoły
- St. Stanislaus Kostka School